# Cecil Kellaway
Cecil Kellaway (Ciudad del Cabo, Sudáfrica, 22 de agosto de 1890-Hollywood, California, Estados Unidos, 28 de febrero de 1973) fue un actor británico de cine.
Kellaway pasó largos años como actor, autor y director en la industria cinematográfica australiana hasta que probó fortuna en Hollywood en los años 1930. Al ver que sólo hacía películas de gángsters, se desalentó y regresó a Australia. Posteriormente, en 1939 William Wyler le llamó y le ofreció un papel Cumbres borrascosas. Siendo desde entonces muy solicitado para cualquier tipo de papel. 
Cecil Kellaway fue nominado en dos ocasiones para los Premios de la Academia en la categoría de Mejor Actor de reparto, por The Luck of the Irish y Adivina quién viene esta noche. Era primo de Edmund Gwenn, cuyo verdadero nombre era Edmund Kellaway.

## Filmografía como actor
- Todo el mundo lo hace (Everybody's Doing It) (1938), de Christy Cabanne.
- El engaño de una rubia (Blonde Cheat) (1938), de Joseph Santley.
- El rapto de Laura (Maid's Night Out) (1938), de Ben Holmes.
- Cumbres borrascosas (Wuthering Heights) (1939), de William Wyler.
- Gunga Din (Gunga Din) (1939), de George Stevens.
- Intermezzo (Intermezzo) (1939), de Gregory Ratoff y William Wyler.
- The Invisible Man Returns (1940), de Joe May.
- La mano de la momia (The Mummy's Hand) (1940), de Christy Cabanne.
- La carta (The Letter) (1940), de William Wyler.
- Phantom Raiders (Phantom Raiders) (1940), de Jacques Tourneur.
- Ella y su secretario (Take A Letter, Darling) (1942), de Mitchell Leisen.
- Me casé con una bruja (I Married a Witch) (1942), de René Clair.
- Mi caballo murió (It Ain't Hay) (1943), de Erle C. Kenton.
- El pirata y la dama (Freenchman's Creek) (1944), de Mitchell Leisen.
- La señora Parkington (Mrs. Parkington) (1944), de Tay Garnett.
- Cartas a mi amada (Love Letters) (1945), de William Dieterle.
- La bribona (Kitty) (1945), de Mitchell Leisen.
- El cartero siempre llama dos veces (The Postman Always Rings Twice) (1946), de Tay Garnett.
- Los inconquistables (The Unconquered) (1947), de Cecil B. DeMille.
- Juana de Arco (Joan of Arc) (1948), de Victor Fleming.
- The Luck of the Irish (1948), de Henry Koster.
- El demonio del mar (Down to the Sea in Ships) (1949), de Henry Hathaway.
- Jennie (Portrait of Jennie) (1949), de William Dieterle.
- El invisible Harvey (Harvey) (1950), de Henry Koster.
- Kim de la India (Kim) (1950), de Victor Saville.
- Just Across The Street (Just Across The Street) (1952), de Joseph Pevney.
- El monstruo de tiempos remotos (The Beast from 20,000 Fathoms) (1953), de Eugène Lourié.
- La reina virgen (Young Bess) (1953), de George Sidney.
- Female on the Beach (Female on the Beach) (1955), de Joseph Pevney.
- Melodía interrumpida (Interrupted Melody) (1955), de Curtis Bernhardt.
- La Tierra contra los platillos volantes (Earth vs. the Flying Saucers) (1956), de Fred F. Sears.
- El rebelde orgulloso (The Proud Rebel) (1958), de Michael Curtiz.
- Francisco de Asís (Francis of Asis) (1961), de Michael Curtiz.
- El cardenal (The Cardinal) (1963) de Otto Preminger.
- Canción de cuna para un cadáver (Hush... Hush, Sweet Chalotte) (1964), de Robert Aldrich.
- Adivina quién viene esta noche (Guess Who's Coming to Dinner) (1966), de Stanley Kramer.
- Mi regalo de cumpleaños (Spinout) (1966), de Norman Taurog.
- Camino recto (Getting Straight) (1970), de Richard Rush.

## Premios y distinciones
Premios Óscar
| Año  | Categoría              | Película                       | Resultado |
| ---- | ---------------------- | ------------------------------ | --------- |
| 1949 | Mejor actor de reparto | El amor que tú me diste        | Nominado  |
| 1968 | Mejor actor de reparto | Adivina quién viene esta noche | Nominado  |